# Mohammed Bedjaoui
Mohammed Bedjaoui (Arabisch: محمد بجاوي) (Sidi Bel Abbes, 21 september 1929) was een Algerijns rechter. Voor het Internationale Gerechtshof was hij rechter van 1982 tot 2001, en daarbij president van het Hof van 1994 tot 1997.

## Levensloop
Bedjaoui studeerde rechten aan de Universiteit van Grenoble. Tussen 1951 en 1953 was hij advocaat en werkte aansluitend tot 1956 heeft bij het Centre national de la recherche scientifique gewerkt.
Tijdens de Algerijnse Onafhankelijkheidsoorlog tegen Frankrijk was Bedjaoui de juridische adviseur van het Front de Libération Nationale (FLN), daarna van de voorlopige regering van Algerije van 1956 tot de onafhankelijkheid. Hij was ook de expert van de Algerijnse delegatie bij de onderhandelingen van Évian en van Lurgin voor de onafhankelijkheid van Algerije.
Na de onafhankelijkheid heeft Bedjaoui de volgende functies bekleed:
- 1962: directeur van het kabinet van de president van de tweede kamer
- 1962-1964: algemeen secretaris van de regering
- 1964-1970: minister van Justitie
- 1970-1979: ambassadeur van Algerije in Frankrijk
- 1979-1982: permanente ambassadeur van Algerije bij de VN
- 1982-2001: rechter bij het Internationale Gerechtshof in Den Haag
- 2005-2007: minister van Buitenlandse Zaken

- Bibliothèque nationale de France: cb118909210 (data)
- Gemeinsame Normdatei: 126023921
- International Standard Name Identifier: 0000 0000 8117 8337
- Library of Congress Control Number: n88648584
- Nationale Bibliotheek van Israël: 987007277785205171
- Nederlandse Thesaurus van Auteursnamen: 067979165
- Système universitaire de documentation: 026714124
- Virtual International Authority File: 39373487
- WorldCat: E39PBJpDQpxYvWDWGFd8TprH4q